# Erehof Oosterwolde
Erehof Oosterwolde ligt op de algemene begraafplaats van Oosterwolde, een kerkdorp in de gemeente Oldebroek (provincie Gelderland). Er staan 11 stenen verdeeld over 2 erebegraafplaatsen met daarop de volgende namen:
| Naam                         | Functie              | Onderdeel                         | Squadron              | Overleden  | Leeftijd |
| ---------------------------- | -------------------- | --------------------------------- | --------------------- | ---------- | -------- |
| Frank Henry Aldridge         | Boordwerktuigkundige | Royal Air Force Volunteer Reserve | 106 (R.A.F.) Sq       | 22-06-1944 | 20       |
| James Brodie                 | Piloot               | Royal Air Force Volunteer Reserve | 106 (R.A.F.) Sq       | 22-06-1944 | 22       |
| William Brownlee             | Navigator            | Royal Air Force Volunteer Reserve | 106 (R.A.F.) Sq       | 22-06-1944 | 20       |
| Ronald Elmer Horton          | Piloot/boordschutter | Royal Canadian Air Force          | 106 (R.A.F.) Sq       | 22-06-1944 | 19       |
| Hubert Jarošek               | Piloot               | Royal Air Force Volunteer Reserve | 311 (Tsjechische) Sq  | 16-10-1940 | 30       |
| Otto Jirsák                  | Sergeant             | Royal Air Force Volunteer Reserve | 311 (Tsjechische) Sq  | 16-10-1940 | 33       |
| David Robinson Neill Keith   | Bommenrichter        | Royal Air Force Volunteer Reserve | 106 (R.A.F.) Sq       | 22-06-1944 | 28       |
| Karl Klimt                   | Sergeant             | Royal Air Force Volunteer Reserve | 311 (Tsjechische) Sq. | 16-10-1940 | 28       |
| Bohumil Landa                | Piloot               | Royal Air Force Volunteer Reserve | 311 (Tsjechische) Sq  | 16-10-1940 | 43       |
| George Francis Leo O'Connell | Boordschutter        | Royal Canadian Air Force          | 106 (R.A.F.) Sq       | 22-06-1944 | 20       |
| Royston Sleep                | Radio-operator       | Royal Air Force Volunteer Reserve | 106 (R.A.F.) Sq       | 22-06-1944 | 21       |

## Geschiedenis
Op 16 oktober 1940 vloog een Wellington-bommenwerper, de L7844 van het 311e Squadron (een squadron hoofdzakelijk bestaande uit Tsjechische bemanningsleden), boven Gelderland toen het toestel werd aangevallen door een Duitse nachtjager. Deze werd geleid door het pas in bedrijf zijnde radarsysteem dat opgesteld stond ten noorden van de Hierdensche Beek. Het vliegtuig kwam neer bij Oosterwolde. Vier van de Tsjechische bemanningsleden kwamen daarbij om het leven, twee bemanningsleden werden krijgsgevangen gemaakt, te weten de copiloot sergeant Emanuel Novotný en de staartschutter sergeant Augustýn Karel Šesták.
Op 22 juni 1944 nam een Lancaster I, de LL955 van het 106e Squadron, deel aan een missie naar Duisburg. Op de terugweg werd het toestel aangevallen door een nachtjager, waarbij het werd neergeschoten. De 7 bemanningsleden kwamen daarbij om het leven.